# Полиптих Порто-Сан-Джорджо
Алтарь Порто-Сан-Джорджо или Полиптих Порто-Сан-Джорджо (итал. Polittico di Porto San Giorgio) — алтарная картина-полиптих итальянского живописца Карло Кривелли, созданная в 1470 году. Полиптих был написан темперой и золотом на шести деревянных панелях. Первоначально он находился в церкви Сан-Джорджо в Порто-Сан-Джорджо близ Фермо, Италия. В XIX веке алтарь был продан по частям, и ныне его части хранятся в различных музеях мира.

## История
Порто-Сан-Джорджо, небольшой, но процветавший в середине XV века порт на адриатическом побережье Марке, стал прибежищем для множества албанцев-христиан, бежавших от османского завоевания. Документы свидетельствуют о том, что в 1470 году один из состоятельных албанских иммигрантов, Джорджо да Прента Албанезе (итал. Giorgio da Prenta Albanese), заказал живописцу Карло Кривелли алтарь для небольшой церкви Сан-Джорджо. Заказчик стал основателем семьи Сальвадори (итал. Salvadori), которая владела алтарём вплоть до XIX века. В 1803 году церковь была снесена, а алтарь, сменив несколько мест хранения, был продан: в 1835 году в Рим, затем в 1854 году — в Англию, в коллекцию лорда Дадли. В 1876 году разделённый на части полиптих был продан в различные собрания Европы и США.
В архивах сохранились подробные описания алтаря, составленные в 1727 и 1771 годах, когда он ещё находился на первоначальном месте и не был разобщён. Эти документы упоминают подпись художника «CAROLUS CRIVELLUS VENETUS PINXIT ANNO 1470» на ныне утраченной раме. Описи позволили историкам реконструировать состав и внешний вид алтаря. Документы также сообщают о нескольких картинах на стенах капеллы рядом с алтарём, которые, возможно, были частями не сохранившейся пределлы.
Поскольку панели алтаря были разобщены и вместе с другими произведениями Кривелли находились во многих музеях мира, от историков потребовались большие усилия на протяжении нескольких десятилетий, чтобы идентифицировать конкретные части полиптиха. Отправной точкой для них послужило описание Амико Риччи, который видел алтарь ещё неразделённым. В 1931 Филип Хенди (англ. Philip Hendy) связал с алтарём «Петра и Павла» из Лондонской национальной галерей и «Святого Георгия» из бостонского музея Изабеллы Стюарт-Гарднер. В 1946 году Роберто Лонги идентифицировал как части алтаря «Мадонну» из вашингтонской Национальной галереи и «Пиету» из Детройтского института искусств. В 1950 Федерико Дзери обнаружил, что «Святые Екатерина и Иероним» из частной коллекции (теперь в Музее искусств Филбрук) — это левый люнет алтаря, а в 1956 Ян Бялостоцкий установил, что правый люнет — это «Святые Антоний и Лючия» из краковского Национального музея. В 1961 году в епископском архиве Фермо был найден документ с подробным перечнем частей полиптиха, полностью подтвердивший правильность реконструкции.

## Описание и художественные особенности
Полиптих включал следующие части:
- Мадонна на троне с Младенцем и с донатором, 129,5x54,4 см, Национальная галерея искусства, Вашингтон, США[7] — центральная панель алтаря.
- Святые Пётр и Павел , 87x44 см, Лондонская национальная галерея, Великобритания[8] — левая панель.
- Святой Георгий, поражающий дракона, 90x46 см, Музей Изабеллы Стюарт-Гарднер, Бостон, США[9] — правая панель.
- Святые Екатерина Александрийская и Иероним(?), 35x48,9 см, Музей искусств Филбрук, Талса, США[10] — левый люнет.
- Святые Антоний Великий и Лучия, 34,5x47,5 см, Национальный музей, Краков, Польша[11] — правый люнет.
- Снятие с креста (Пиета), 45x117 см, Детройтский институт искусств, США[12] — центральный люнет.

Мадонна на троне с Младенцем и с донатором

### Мадонна на троне с Младенцем и с донатором
Центральная часть полиптиха изображает Мадонну, на богато украшенном троне. Трон имеет арочное завершение-нишу, повторяющее полукруглую форму верхнего края панели. Вдоль края ниши начертаны слова гимна Богородице: «MEMENTO MEI MATER DEI REGINA CELI LETARE» («Помни меня, Матерь Божья! Радуйся, Царица Небесная!»). Арка и подлокотники трона декорированы фигурами фантастических существ, напоминающих дельфинов. Трон украшен характерной для Кривелли гирляндой из фруктов и листьев. Младенец в короткой тунике держит в руках большое яблоко. Рельефные золотые нимбы над головой Марии и младенца исполнены в стиле венецианской готики. Золотой фон за спиной Марии частично скрыт красным занавесом. Подиум, на котором установлен трон, украшен цветным мрамором и изображением морской раковины. У его края лежит драгоценная корона, выполненная в технике рельефа из позолоченного гипса. У правой ноги Мадонны помещена миниатюрная фигура донатора, стоящего на коленях в молитвенной позе.
Стиль картины отражает творческий путь Кривелли. Он вырос в Венеции, где традиции готического искусства сохранялись до XV века, учился в Падуе, в школе Скварчоне, где приобрёл вкус к чётким скульптурным формам, а затем навсегда поселился в Марке, куда новые идеи проникали с большой задержкой. В то же время, подчёркнутая экспрессивность, жёсткость линий, яркие контрастные тона, обилие символических деталей выдают влияние художников феррарской школы, таких как Козимо Тура и Франческо дель Косса. Вероятно, Кривелли познакомился с их творчеством на пути из Венеции в Марке.

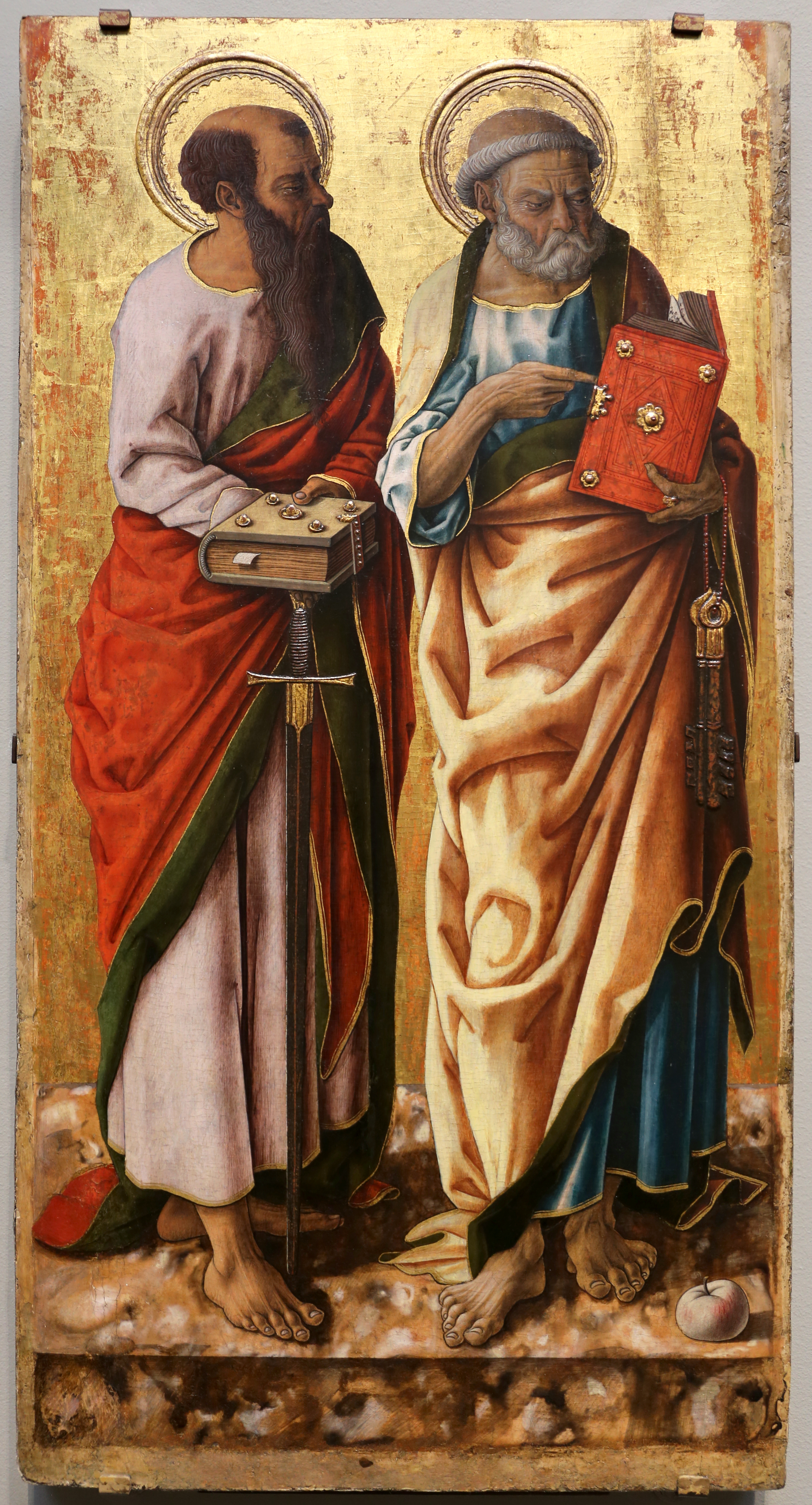
Святые Пётр и Павел

### Святые Пётр и Павел[8]
На левой панели полиптиха два апостола, Пётр и Павел, увлечённо беседуют над открытой книгой, и один указывает другому на определённый отрывок. Эти святые имеют общий день памяти, и их часто изображают вместе. Пётр и Павел, согласно традиции, показаны как апостолы — с босыми ногами и с Евангелиями в богатых переплётах. Вокруг их голов — нимбы. Святой Пётр изображён в виде старика с седой бородой и волосами, подстриженными в тонзуру. На левом запястье у него висит увесистая связка ключей от Царства Небесного. Святой Павел моложе, с тёмными волосами и длинной бородой, он опирается на меч, которым его казнили.
Контекст изображения перекликается с актуальными проблемами Италии XV века. В это время обсуждали важный политический вопрос о том, кто обладает высшей властью над Церковью — папа римский или Вселенский собор. Пётр и Павел символизируют католическую церковь: Павел как апостол язычников (неевреев) и Пётр как наместник Христа и первый епископ Рима (то есть папа римский). На картине святой Пётр указывает на страницу в своей книге и даёт наставления святому Павлу, который внимательно смотрит через его плечо. Фермо и Порто-Сан-Джорджо находились под папским контролем, поэтому Павел показан подчинённым Петру, что соответствует доктрине папского верховенства.
Как и для центральной панели Кривелли использовал гипсовый рельеф для создания трёхмерного эффекта. Таким образом он выделил важные части картины: нимбы, ключи Петра, меч Павла и медные элементы переплётов книг.

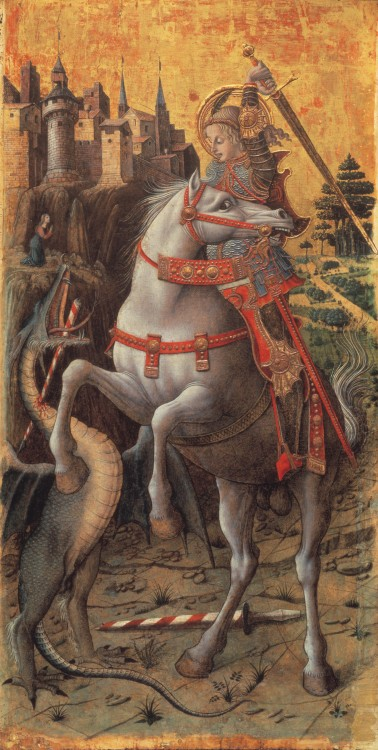
Святой Георгий, поражающий дракона

### Святой Георгий, поражающий дракона
Правая часть алтаря изображает битву святого Георгия с драконом. Святой Георгий был покровителем города Порто-Сан-Джорджо, а также храма Сан-Джорджо и донатора — Джорджо Албанезе. Он был популярным святым, военным защитником Церкви от посягательств неверных и символизировал рыцарственных защитников христианства от его врагов, воплощённых в образе дракона. Дракон был традиционным символом Дьявола и его смертных последователей — от язычников и еретиков до мусульман. Эта проблематика была особенно актуальной для албанских беженцев, потерявшим свои дома после поражения Скандербега от турок.
Сцену с драконом Кривелли мастерски вписал в узкую вертикальную панель. Согласно традиции, Георгий показан верхом на белом коне. Дракон представлен как типичный средневековый крылатый грифон с птичьими лапами и когтями. Его пасть раскрыта в агонии, нижняя челюсть и шея пронзены сломанным копьём. Копьё окрашено в цвета святого Георгия красными и белыми полосами. Изогнутое тело дракона вытянуто вдоль левого края панели. Конь в испуге встаёт на дыбы, отвернув голову и широко раскрыв глаза от страха. Георгий, одетый в алую тунику и доспехи, бросив поводья, поднял меч, чтобы нанести дракону смертельный удар. Фигура коня очень схожа с фигурой на картине «Святой Георгий» Козимо Тура 1469 года в соборе Феррары.
На заднем плане сзади изображена скала с высокими стенами города Силена на её вершине, а рядом с ними — маленькая фигурка спасённой Георгием принцессы. Она, одетая в голубое платье с алыми рукавами, стоит на коленях в молитвенной позе.
Высокое мастерство исполнения картины заставляло некоторых историков относить панель к позднему периоду творчества Кривелли. Наивная готическая сказочность изображения сочетается здесь с тщательной пластической моделировкой, динамикой и сложными ракурсами. Пейзаж со скалами и островерхими городскими зданиями свидетельствует о влиянии венецианской традиции.

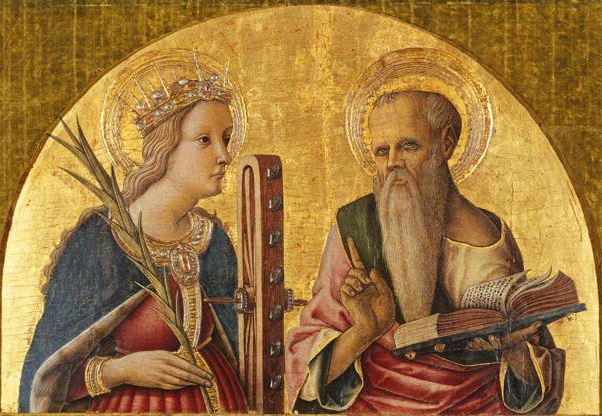
Левый люнет

### Святые Екатерина Александрийская и Иероним (?)
На полукруглой панели слева над изображениям святых Петра и Павла с можно видеть две поясные фигуры. Женская фигура слева — Екатерина Александрийская, которая была одной из самых почитаемых святых в Италии. Поверх красного платья на ней тёмно-синяя мантия с меховой отделкой, что в средние века было признаком высокого положения и благосостояния. Мантия застёгнута драгоценной брошью. На её голове — корона, символизирующая и её царское происхождение, и мученический венец. В её правой руке пальмовая ветвь — символ духовной победы над земными гонителями. Слева от неё в ракурсе показано орудие казни — колесо с шипами. Это традиционный атрибут Екатерины Александрийской.
Второго святого на картине традиционно отождествляют со святым Иеронимом. Эта идентификация была принята уже в XVIII веке, но современные исследователи ставят её под сомнение. Его одеяния не походят ни на монашеские, ни на отшельнические, ни на кардинальские, в которых Иеронима изображали в XV веке. Его белая риза и красная мантия на тёмно-зелёной подкладке больше напоминают платье апостола.

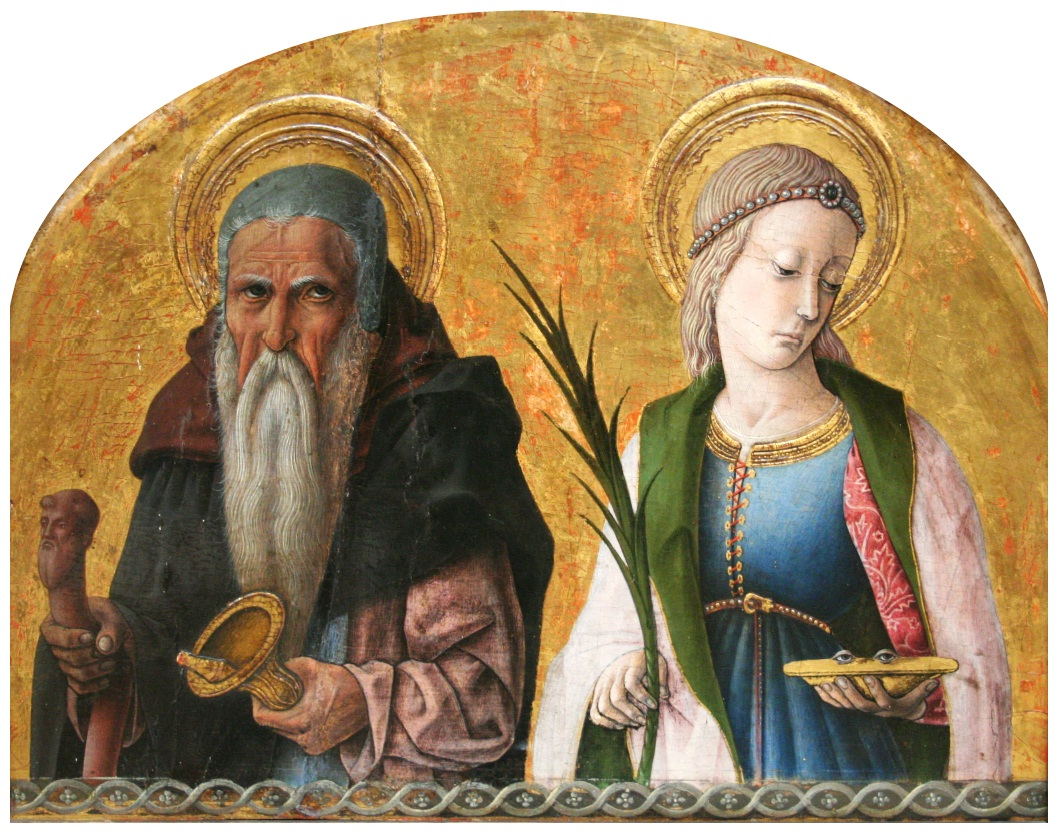
Святые Антоний Великий и Лучия

### Святые Антоний Великий и Лучия
В правый люнет над «Святым Георгием» Кривелли поместил поясные фигуры Антония Великого и святой Лучии. Святой Антоний слева — старик с хмурым аскетическим лицом, седыми усами и бородой. Одет в тёмный плащ поверх светло-лиловой ризы. В левой руке он держит посох, а в правой, согнутой, — колокольчик для отпугивания бесов. Святая Лучия, повернувшая корпус влево, а наклонённую голову — слегка вправо, опустив глаза, держит в правой руке пальмовую ветвь мученицы, а в левой — поднос, на котором лежат глаза — её традиционный атрибут. Она одета в голубое платье и розовый плащ на зелёной подкладке. Лиф её платья на шнуровке, вырез у шеи и пояс отделаны золотом. Её длинные светлые волосы стянуты золотой лентой, усыпанной драгоценными камнями. Края нимбов, колокольчик, золотые элементы одежды святой Лучии выполнены рельефом.

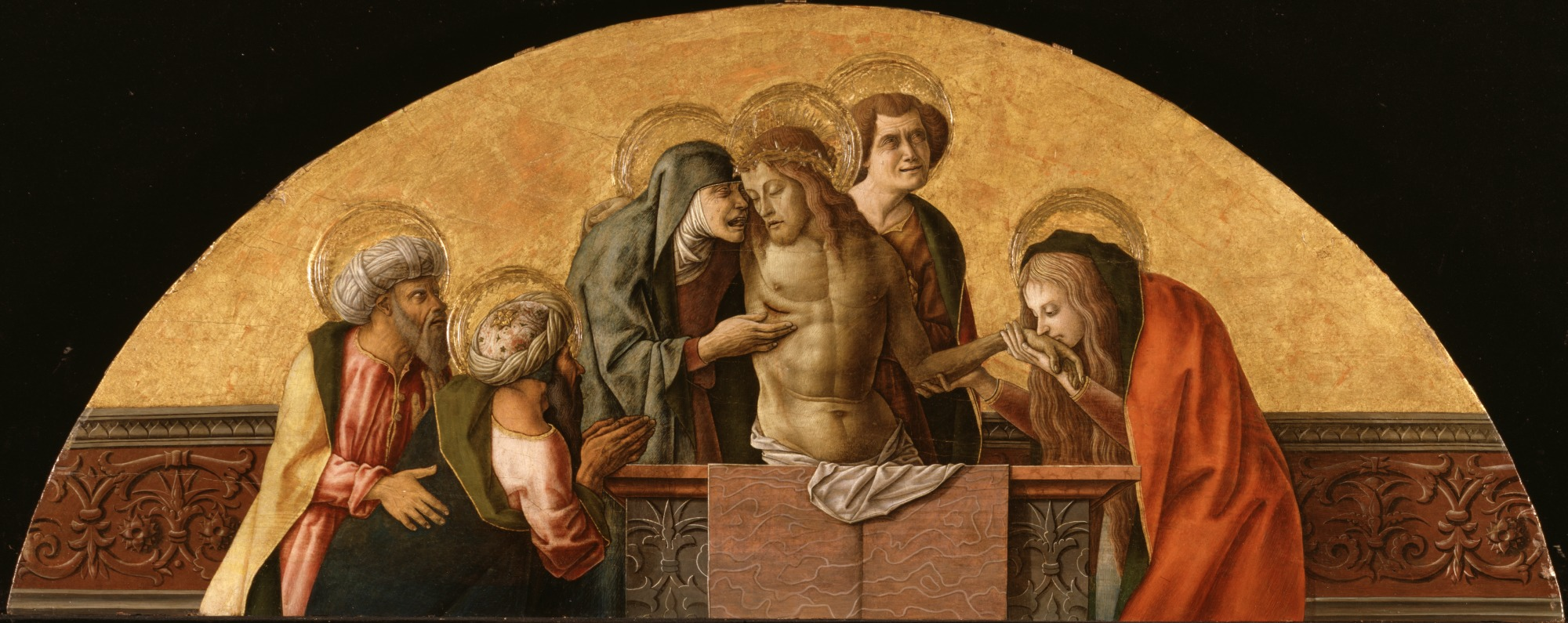
Снятие с креста (Пиета)

### Снятие с креста (Пиета)
В центральном люнете Кривелли разместил сцену «Снятие с креста» (в других источниках — «Пиета», «Положение во гроб»).
В центре композиции на переднем плане — саркофаг из тёмного резного камня. Вокруг него — группа святых с телом Христа. Слева — Никодим и Иосиф Аримафейский в восточных одеждах, рядом с Христом — Богородица и апостол Иоанн Богослов, справа — Мария Магдалина целует мёртвую руку Христа.